# 貝爾維帝爾直升機
貝爾維帝爾直升機（英語：Belvedere)是一款由布里斯托飛機公司研製造的雙引擎、串聯旋翼軍用直升機。它的設計師拉烏爾·哈夫納將其設計為多用途運輸直升機，包括部隊運輸、補給投放和傷員後送。貝爾維帝爾是英國唯一量產的串聯旋翼直升機。

## 發展
貝爾維帝爾是以1952年首飛的民用直升機Type 173為基礎研製出的軍用款。一開始布里斯托將目標對準英國皇家海軍和加拿大皇家海軍，但他們對此並無興趣，並且取消原型機訂單。但取消的同時，英國皇家空軍對其展現出濃厚興趣，並且下單。但因其初始設計是為提供海軍，因此其設計不適合空軍，為此布里斯托對其進行改造。改裝後的貝爾維帝爾共26架投入使用，並可搭載18名裝備齊全的部隊，總負載能力為6,000lb(2,700kg)。兩個旋翼通過一個軸同步，以防止葉片碰撞，從而使飛機在緊急情況下僅通過一個發動機運行。在這種情況下，剩餘的發動機將自動以雙倍功率運行以進行補償。 
布里斯托一直嘗試為貝爾維蒂爾打開民用市場，並編號為Type 192C，但未售出任何一架。

## 型號
- Type 173

民用運輸版本的原型機。
- Type 191

英國皇家海軍預定版本，從未飛行過，並且被用做Type 192的測試載臺。
- Type 192

英國皇家空軍的軍用運輸版本，編號為Belvedere HC Mk 1。
- Type 192C

設計24座民用運輸版本，沒有建造過。
- Type 193

加拿大皇家海軍基於Type 191的變型，未建造。
- Type 194

設計使用Gnome引擎的Type 192民用版本

## 服役國家
英國皇家空軍

## 外部連結
（页面存档备份，存于）